# Тахтаул
Тахтаул — упразднённый аул в Павлоградском районе Омской области. На момент упразднения входил в состав Назаровского сельского поселения. Исключен из учётных данных в 1974 г.

## География
Располагался в южной части Западно-Сибирской равнины, в южной части Омской области, в северной части Павлоградского района, в 2 км к западу от деревни Липов Кут.
Местность относительно плоская, с преобладающими абсолютными отметками 110—120 м.

## История
Основан в 1742 году.
В 1928 году состоял из 13 хозяйств. В административном отношении входил в состав 8-го аульного сельсовета Павлоградского района Омского округа Сибирского края. В 1974 году решением № 1 Омского облисполкома аул Тахтаул был исключен из учётных данных.

## Население
По переписи 1926 г. в ауле проживало 57 человек, в том числе 33 мужчины и 24 женщины. Основное население — казаки.